# Гастронім
Гастро́нім (від грец. γαστήρ — шлунок і грец. όνομα — назва) — вид товаронімів, власна назвапродуктів харчування, страв, напоїв тощо. Вивченням та систематизацією гастронімів займається складова ономастики — гастрономія. Крім терміна «гастронім» існує визначення «глютонім» (від лат. gluttіre — ковтати, поглинати). На думку О. Державецької, терміни не є тотожними. Сам по собі термін «глютонім» не стосується приготування їжі чи її смакових якостей, а винятково її вживання. З трактувань дослідниці випливає, що слово глютонія має конотаційне значення — «надмірне вживання їжі».
Дослідник Торчинський Михайло Миколайович визначає гастроніми як складову товаронімів (разом з ангастронімами — назвами непродовольчих товарів), власними назвами предметів, призначених для продажу.

## Класифікація гастронімів М. Торчинського
Деталізацію гастронімної сфери провів ономаст М. Торчинський у монографії «Структура онімного простору української мови». Серед гастронімів науковець виокремив:
1. спирто́німи — оніми на позначення алкогольних напоїв різних видів: вин, коньяків, горілок, лікерів (коньяк «Асканія», горілка «Біленька», вино «Жозефіна») і т. ін;
1.1. коньякомарко́німи і коньякосорто́німи — різновиди назв коньяків («П'ятизірковий», «Гринвіч» тощо);
1.2. виномарко́німи і виносорто́німи — різновиди назв вин («Кокур» тощо);
2. десерто́німи — власні назви солодощів (цукерки, торти, тістечка тощо): торт «Київський», печиво «Марія» та ін. Сюди відносяться й безалкогольні напої (солодка вода «Дюшес» і т. д.);
Дослідниці В. Желязкова, К. Воронюк серед десертонімів виділяють чоконіми — власні назви кондитерських виробів із шоколаду;
2.1. тортомарко́німи і тортосорто́німи — власні назви тортів («Празький», «Барвінок» тощо);
2.2.  шоколадомарко́німи та шоколадосорто́німи — назви кондитерських виробів з какао, цукру, молока та ін («Корона», «Світоч» і т. д.);
3. менюо́німи — найменування напоїв та страв (салат «Грецький» тощо);
3.1. гарніро́німи — оніми на позначення других страв (суп «Цибулевий» і т.ін.);
3.2. коктейло́німи — власні назви коктейлів, тобто поєднання безалкогольних чи спиртних напоїв із сумішшю з морозива, фруктів, ягід, цукру тощо (коктейль «Тропіканка» і т.д).

## Види чоконімів за С. Каленюк та К. Воронюк
Дослідниці С. Каленюк та К. Воронюк ділять чоконіми, власні назви кондитерських виробів, за кількома критеріями: 1. За способом творення слів; 2. За тематикою назв.

### Види чоконімів за способом творення слів
- прості непохідні — чоконіми, утворені переходом загальних назв у власні («Елегія», «Рондо»);
- прості похідні — власні назви, утворені шляхом суфіксації («Корівка», «Ягідка»);
- прості похідні — власні назви, утворені шляхом префіксації («Відгадайка»);
- склідні, які утворилися складанням основ («Шоколапки»);
- складні, узгоджені словосполучення («Пташине молоко»); Деякі назви солодощів творяться за допомогою сурядного зв'язку: «Марс і Янки», «День і ніч» та інші.
- багатослівні, зі спонукальним компонентом («Ну-мо, обери!») та інші.

### Види чоконімів за тематикою назв
- чоконіми, які походять від географічних найменувань («Кара-Кум», «Вечірній Київ»);
- відантропонімні назви: сюди входять особові імена, а також назви літературних персонажів («Лускунчик» тощо);
- чоконіми, утворені від назв художніх творів («Червона Шапочка», «Кіт у чоботях»);
- найменування, утворені від фітонімів («Ромашка», «Червоний мак»);
- найменування, утворені від орнітонімів та зоонімів («Півник», «Шалена бджілка»);
- чоконіми, утворені від назв зі сфери мистецтва («Елегія», «Сонет», «Мазурка»);
- чоконіми, утворені від космонімів («Зоряне сяйво», «Оріон») та інші.

Найчисленнішу групу творять назви, утворені від фітонімів, власних назв, які позначають рослини. Є чимало чоконімів зі зменшувально-пестливими формами: «Левко», «Єнотик» тощо.

## Класифікація гастронімів І. Державецької
Систематизацією онімів гастрономіки займалися й інші науковці. Дослідниця І. О. Державецька розподілила гастроніми за такими критеріями:
1. типом їжі (обід із напівфабрикатів; пікнік і т. ін.);
2. якістю й готовністю (свіжий, густий, жорсткий, недоварений і т. д.);
3.смаковими властивостями (кислий, гарячий, солодкий, смачний та несмачний тощо);
4.харчовими продуктами (окремі кулінарні компоненти).
4.1. фрукти та овочі (абрикос, малина, волоський горіх, баклажан, картопля і т. д.);
4.2. закуски (масло, канапки, салати, паштети тощо);
4.3. м'ясні страви (пельмені, фрикадельки, птиця, свинина і т. ін.);
4.4. супи (бульйони, овочеві та горохові супи);
4.5. морепродукти (риба, омар, лосось, креветки і т.ін.);
4.6. десерти (кекси, цукерки, шоколад, випічка, мед тощо);
4.7. крупи (каша вівсяна чи гречка, манна крупа і т. д.);
4.8. безалкогольні напої (кава, мінеральна вода, чай, молоко і т. ін.);
4.9. алкогольні напої (пиво, вино, горілка, глінтвейн тощо);

## Ангастронім
Ангастроніми — це власні назви, які позначають непродовольчі товари (різноманітну техніку, меблі тощо).

### Види ангастронімів
- Машино́німи — власні назви механізмів (автомобіль «Форд», принтер «Кенон»);
- Парфумо́німи — власні назві виробів із парфумерної сфери (лосьйон «Гліцериновий», мило «Ромашка»).